# Šostka
Šostka (in ucraino: Шостка, AFI: [ˈʃɔstkɐ]) è una città ucraina (71 966 abitanti) nel distretto di Šostka, nell'oblast' di Sumy. Ospita l'amministrazione del distretto di Šostka e della comunità territoriale di Šostka, una delle comunità territoriali dell'Ucraina.
Fino al 18 luglio 2020 Šostka costituiva una città di rilevanza regionale e non apparteneva ad alcun distretto, anche se era il centro amministrativo del distretto di Šostka. Come parte della riforma amministrativa dell'Ucraina la città fu integrata nel distretto di Šostka.

## Nei media
- A Šostka è ambientata la scena iniziale del film d'animazione Fievel sbarca in America, essendo la città da cui è originaria la famiglia Toposkovich.